# Tropisch of subtropisch droog woud
Het WWF-bioom Tropisch of subtropisch droog woud komt voor in streken die het hele jaar warm zijn. Er kan een aanzienlijke hoeveelheid neerslag vallen, maar er zijn ook lange periodes van droogte, die gewoonlijk enige maanden duren en hun stempel drukken op de levensgemeenschap van het bioom.
Loofbomen domineren deze wouden, en zij verliezen gewoonlijk hun blad gedurende de droge periode, omdat dit vocht spaart. Hierdoor wordt de bodem aan het zonlicht blootgesteld en er is dan ook meestal sprake van een rijke bodembegroeiing. Dit type bos is gewoonlijk minder divers dan de natte regenwouden, maar er komt toch een rijke verscheidenheid aan dieren voor, zoals apen, grote katten, knaagdieren of op de grond levende vogels.
Dit bioom is vaak rijk aan relictsoorten, vooral op Madagaskar en Nieuw-Caledonië.